# Natação nos Jogos Pan-Americanos de 1999 - 50 m livre masculino
O evento dos 50 m livre masculino nos Jogos Pan-Americanos de 1999 foi realizado em Winnipeg, Canadá, em 6 de agosto de 1999. O último campeão dos Jogos Pan-Americanos foi Fernando Scherer do Brasil.
Essa corrida consistiu em uma única piscina olímpica de nado livre.

## Resultados
Todos os tempos estão em minutos e segundos.
| CHAVE: | q | Mais rápidos não-classificados | Q | Classificados | GR | Recorde dos jogos | NR | Recorde nacional | PB | Melhor marca pessoal | SB | Melhor marca na temporada |

### Eliminatórias
A primeira fase foi realizada em 6 de agosto.
| Posição | Nome             | Nação              | Tempo | Notas |
| ------- | ---------------- | ------------------ | ----- | ----- |
| 1       | Fernando Scherer | BRA Brasil         | 22.22 | Q, GR |
| 2       | -                | -                  | -     | Q     |
| 3       | -                | -                  | -     | Q     |
| 4       | -                | -                  | -     | Q     |
| 5       | -                | -                  | -     | Q     |
| 6       | -                | -                  | -     | Q     |
| 7       | -                | -                  | -     | Q     |
| 8       | Jerrod Kappler   | USA Estados Unidos | 23.24 | Q     |
| 9       | Yannick Lupien   | CAN Canadá         | 23.24 |       |
| 13      | Matthew Busbee   | USA Estados Unidos | 23.50 |       |

### Final B
A final B foi realizada em 6 de agosto.
| Posição | Nome              | Nação              | Tempo | Notas |
| ------- | ----------------- | ------------------ | ----- | ----- |
| 9       | Ricardo Busquets  | PUR Porto Rico     | 22.76 |       |
| 10      | Pablo Abal        | ARG Argentina      | 23.29 |       |
| 11      | Francisco Sánchez | VEN Venezuela      | 23.30 |       |
| 12      | Yannick Lupien    | CAN Canadá         | 23.41 |       |
| 13      | Craig Hutchison   | CAN Canadá         | 23.57 |       |
| 13      | Matthew Busbee    | USA Estados Unidos | 23.57 |       |
| 15      | Francisco Páez    | VEN Venezuela      | 23.87 |       |
| 16      | Tim Moffet        | PAN Panamá         | 24.52 |       |

### Final A
A final A foi realizada em 6 de agosto
| Posição           | Nome               | Nação              | Tempo | Notas |
| ----------------- | ------------------ | ------------------ | ----- | ----- |
| Medalha de ouro   | Fernando Scherer   | BRA Brasil         | 22.24 |       |
| Medalha de prata  | José Meolans       | ARG Argentina      | 22.46 |       |
| Medalha de bronze | Marcos Hernández   | CUB Cuba           | 22.79 |       |
| 4                 | Gustavo Borges     | BRA Brasil         | 23.06 |       |
| 5                 | Jerrod Kappler     | USA Estados Unidos | 23.17 |       |
| 6                 | Christopher Murray | BAH Bahamas        | 23.22 |       |
| 7                 | Allan Murray       | BAH Bahamas        | 23.30 |       |
| 8                 | Felipe Delgado     | ECU Equador        | 23.37 |       |